# IC 4741
IC 4741 је спирална галаксија у сазвјежђу Паун која се налази на листи објеката дубоког неба у Индекс каталогу.
Деклинација објекта је - 63° 56' 51" а ректасцензија 18h 41m 43,6s. Привидна величина (магнитуда) објекта IC 4741 износи 13,0 а фотографска магнитуда 13,8. IC 4741 је још познат и под ознакама ESO 103-47, FAIR 179, AM 1836-635, PGC 62269.